# Józef Lompa
Józef Piotr Lompa (ur. 29 czerwca 1797 w Oleśnie, zm. 29 marca 1863 w Woźnikach) – polski działacz, poeta, tłumacz, publicysta – współpracownik wielu ówczesnych pism, prozaik, pionier oświaty ludowej oraz etnografii na Śląsku. Prekursor procesu polskiego odrodzenia narodowego na Górnym Śląsku oraz autor polskich podręczników szkolnych, nauczyciel, organista

## Rodzina
Urodził się w 1797 w Oleśnie, w małomieszczańskiej rodzinie rzemieślniczej. Jego ojciec Michał Lompa miał w Oleśnie niewielki dom, w którym prowadził sklep kramarski i warzywniczy, matka Józefa ze Stróżków pochodziła z Dobrodzienia w powiecie lublinieckim. Poeta był dwukrotnie żonaty i miał w sumie 16 dzieci, którym nadawał po kilka wyszukanych imion: Ernestina Josephina Catharina, Gustaw Eduard Aegidius, Teodor Ferdynand, Carl Otokar Adam.

## Życiorys
W rodzinnej miejscowości ukończył naukę elementarną oraz pobierał nauki gry na organach i skrzypcach, dzięki czemu mógł zarabiać pieniądze jako muzyk. Przez rok był organistą w Wieluniu, a później podjął pracę w rodzinnej miejscowości jako pisarz, tłumacz sądowy, guwerner oraz sekretarz „Komisji generalnej spraw ziemskich i włościańskich”. W latach 1815–1817 kształcił się w katolickim seminarium nauczycielskim we Wrocławiu. Początkowo pracował jako nauczyciel szkół elementarnych w Cieszynie, Łomnicy, oraz w Lublińcu. Przyczynił się do utworzenia szkoły podstawowej w Lubszy koło Lublińca, gdzie przez ok. 30 lat pracował na posadzie nauczyciela, ale także pełnił funkcje pisarza gminnego i organisty. Był poliglotą oraz tłumaczem przysięgłym języków polskiego, czeskiego i niemieckiego, dzięki czemu pracował przy komisji ustalającej granice między Królestwem Polskim a Śląskiem.
Pracując na posadzie nauczyciela w Lubszy rozpoczął działalność pisarską, społeczną oraz narodową, za co został dyscyplinarnie zwolniony w 1849 roku przez władze pruskie. Władze rejencji opolskiej pozbawiły go także emerytury oraz wymówiły mu służbowe mieszkanie. W 1858 roku z powodu policyjnych szykan przeniósł się do Woźnik, gdzie był tłumaczem sądowym.

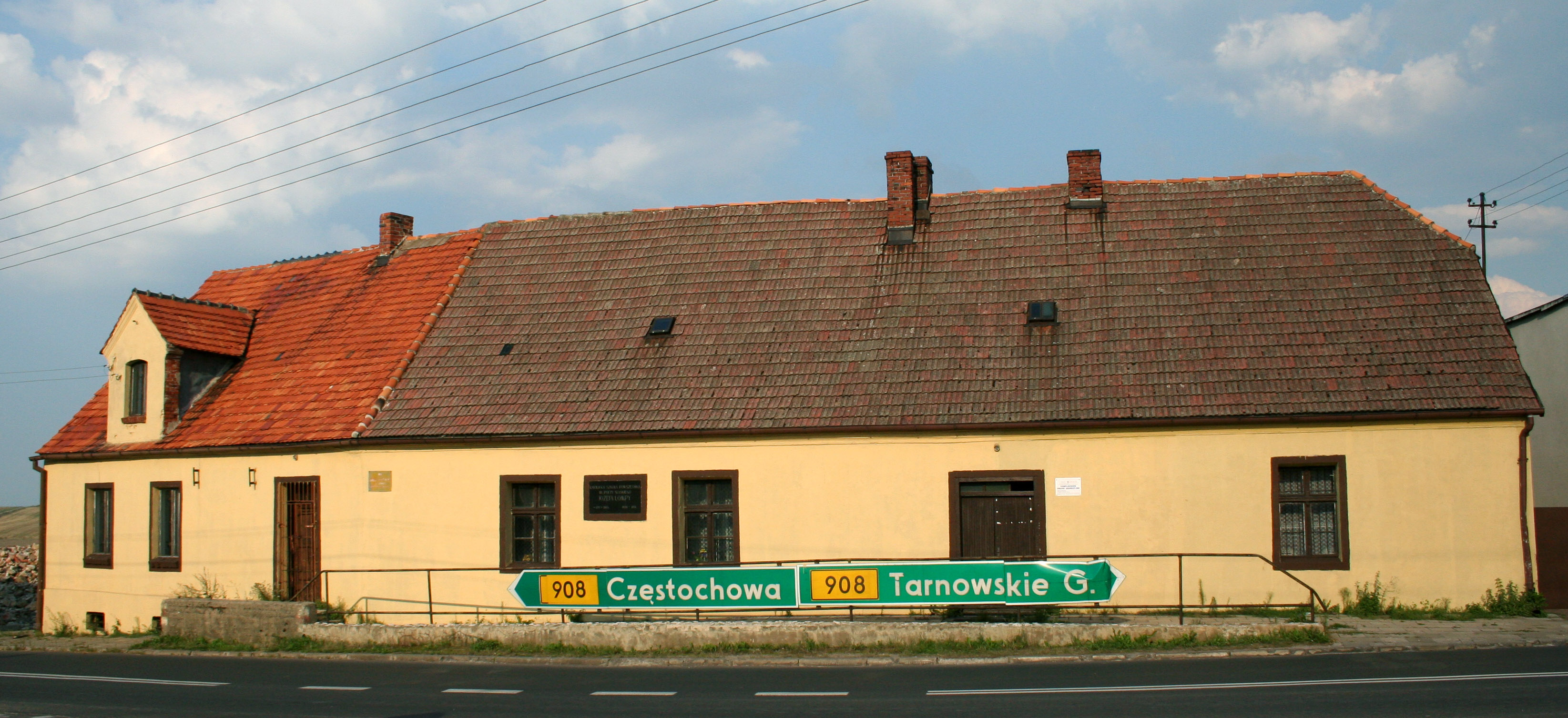
Budynek dawnej szkoły, w której uczył Józef Lompa

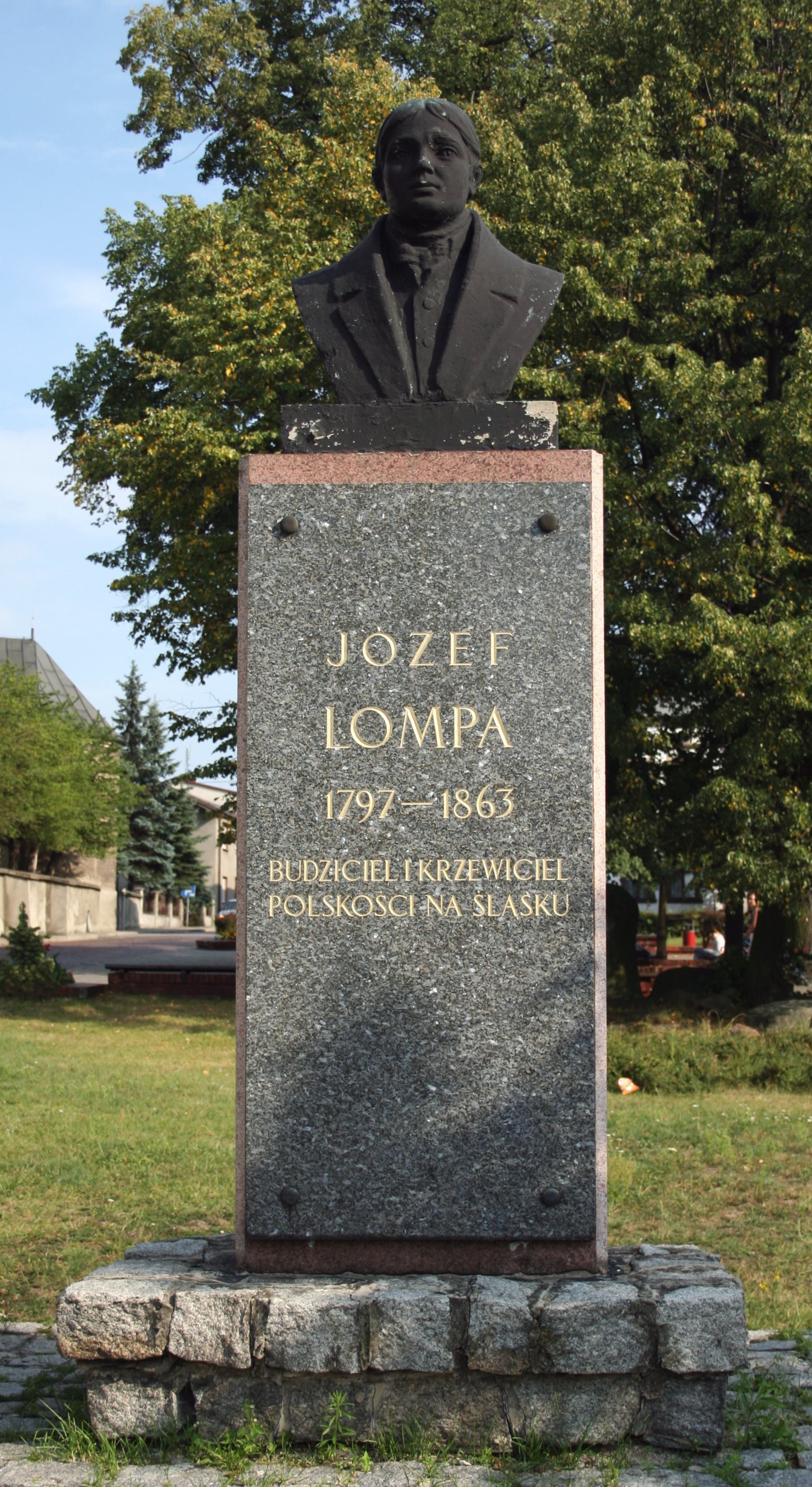
Pomnik Józefa Lompy w Woźnikach

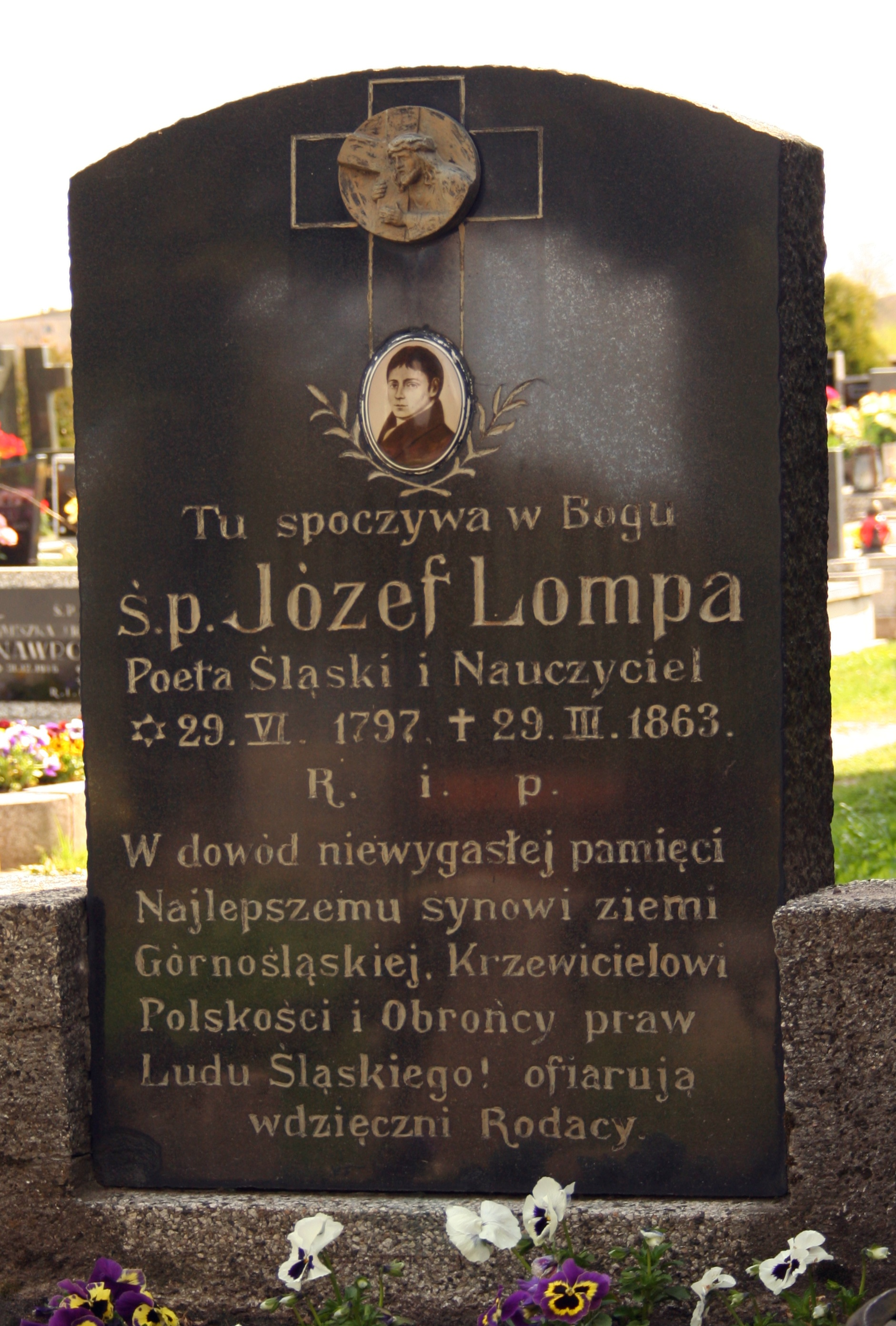
Nagrobek Józefa Lompy przy kościele św. Walentego w Woźnikach

Przez cały okres pracy w szkole zaangażowany w twórczość literacką. W Bytomiu związany był z tamtejszym wydawnictwem „Dziennik Górnośląski”, broniącym praw i języka ludności polskiej. W 1848 roku był inicjatorem założenia Towarzystwa Nauczycieli Polaków oraz Towarzystwa Pracujących dla Oświaty Ludu Górnośląskiego w Bytomiu. W 1849 roku wraz z nauczycielem Emanuelem Smołką założył Towarzystwo Nauczycieli Polaków w Bytomiu. Przeciwstawiał się germanizacji. Domagał się nauki języka polskiego oraz historii Polski w szkołach oraz był zaangażowany w ideę tworzenia polskich bibliotek na Śląsku. Założył Czytelnię Ludową w Lubecku k. Lublińca.
Utrzymywał kontakty z innymi działaczami polonijnymi w Prusach Gustawem Gizewiuszem oraz na Śląsku Cieszyńskim z Pawłem Stalmachem. Korespondował z wielu wybitnymi Polakami: Józefem Łepkowskim, Jerzym Bandtkie, Kazimierzem Wóycickim oraz Józefem Kraszewskim, któremu m.in. przesłał w 1861 roku wiersz Przestroga do przeciwników narodowości polskiej na Śląsku Pruskim.
Zmarł w 1863, pochowany został na cmentarzu w Woźnikach.

## Twórczość literacka
Zdziwiony owocami prac kolosalnych tego męża, postanowiłem go odwiedzić jako jedynego wysoko wykształconego ślązaka. Z czcią prawie zbliżyłem się do jego skromnej wiejskiej chaty naprzeciw kościoła lubczeskiego; zastałem go pełniącego obowiązki organisty, który to urząd od posady nauczyciela jest nieoddzielny. Niepodobnem mi prawie do uwierzenia zdawało się, jak mąż sędziwy, otoczony nader liczną rodziną, podejmujący sam jeden trudy około udzielenia nauki stu przeszło wiejskim dzieciom, jak mówię, mógł tyle prac podjąć dla dobra swej rodzinnej ziemi. Zaiste, wielka zasługa i wielka cześć tego męża.

Jego twórczość miała dwa główne nurty: publicystyczny oraz popularnonaukowy, którego zadaniem była edukacja ludności na Śląsku. Jest autorem przede wszystkim dzieł o charakterze historycznym i etnograficznym, poświęconych głównie historii Śląska i miast śląskich, a także podręczników do nauki szkolnej. Opracował w języku polskim popularne zarysy historii oraz geografii Śląska m.in. dzieje Byczyny, Bytomia, Koźla, Olesna oraz Opola. W 1847 był autorem pierwszej polskiej wzmianki o Królewskiej Hucie, obecnie Chorzów; w 1856 opublikował w warszawskim dzienniku „Kronika Wiadomości Krajowych I Zagranicznych” (nr 210), dosyć obszerny opis tego miasta.
Lompa chciał zapobiec zniszczeniu wielu dawnych pieśni, dzieł sztuki Górnego Śląska. W swoich książkach spisał około 191 baśni i legend śląskich, a także opublikował wiele lokalnych materiałów folklorystycznych z terenu Śląska. W publikacjach prasowych występował pod pseudonimem A. Mieczyński. Był publicystą w prasie śląskiej m.in. „Tygodnika Cieszyńskiego”, „Tygodnika Polskiego” w latach 1845–1846, „Dziennika Górnośląskiego” (1848–1849), „Telegrafu Górnośląskiego”, „Szkoły Polskiej” (1849–1853), „Gwiazdki Cieszyńskiej”. Współpracował również z wieloma pismami ukazującymi się w innych częściach Prus oraz Królestwa Polskiego przyczyniając się do popularyzacji tematyki śląskiej. Był autorem wielu publikacji, wierszy, tłumaczeń, ok. 50 książek, głównie popularnonaukowych, historycznych oraz etnograficznych z historii Śląska.
Dorobek pisarski Józefa Lompy według różnych źródeł szacowany jest na około 100 utworów napisanych w języku polskim. Janusz Nowakowski, który odwiedził Lompę wymieniał w artykule pt. Odwiedziny u Lompy w Wilnie 1861 roku 38 dzieł autora. Józef Chociszewski w swojej „Geografii ojczystej” zanotował 50 dzieł. Ksiądz Emanuel Grim wymienił w 1910 roku w „Zaraniu Śląskim” 53 dzieła o tematyce ludowej. Natomiast wydawana na Śląsku niemieckojęzyczna gazeta „Schlesische Provinzialblatter” w 1863 roku szacowała twórczość pisarza na 100 publikacji w tym część napisanych w języku polskim: ... das Verzeichnis der von Lompa verfassten Schriften, deren Gesamtzahl sich gegen 100 belaufen soll, zum Teil in polnischer Sprache.

### Etnograficzne
- Powieści gminne śląskie – drukowane w 1848 roku w „Dzienniku Górnośląskim”
- Przysłowia i mowy potoczne ludu polskiego na Śląsku – cyfrowa wersja tekstu online z 1853 roku, zawierająca ponad 700 przysłów
- Historya o Gryzeldzie i margrabi Walterze – cyfrowa wersja tekstu online z 1884 roku
- Klechdy, czyli baśnie ludu polskiego na Śląsku – wydane anonimowo w Warszawie w 1900
- Pieśni ludu śląskiego – wydana z rękopiśmiennych zbiorów Lompy w 1970 we Wrocławiu[13].

### Popularnonaukowe
- Kruszce śrebrne w Bytomiu Górnośląskim
- Nowe udoskonalone pszczelarstwo ks plebana Dzierżona – przekład z niemieckiego
- Historyczne przedstawienia najosobliwszych zdarzeń w królewskim mieście powiatowym w Oleśnie
- Krótkie wyobrażenie historyi Szląska dla szkół elementarnych – wydana w 1821 roku w Opolu
- Krótki rys jeografii Szląska dla nauki początkowej, Głogówek: H. Handel, 1847 – cyfrowa wersja tekstu online
- Książka do czytania dla klassy średniej szkół katolickich miejskich i wiejskich – cyfrowa wersja tekstu online z 1853 roku
- Przewodnik do rachunków pamięciowych dla Nauczycieli elementarnych jako też dla własnego ćwiczenia się Jozef Lompa, 1848
- Pielgrzym w Lubopolu, czyli nauki wiejskie, szczególniej dla ludu szląskiego zastosowane – cyfrowa wersja tekstu online z 1844 roku
- Wzory kaligraficzne polskie
- Krótki rys nauki naturalnej
- Wskazówki do stosownej uprawy wiejskich warzywnych ogrodów
- Przewodnik dokładny dla odwiedzających święte miejsce (...) w Częstochowie (1860)[14]

### Językowe
- O śląsko-polskiej mowie[2]
- Granice mowy polskiej na Śląsku pruskim[2]
- Idyotyzmy i germanizmy śląskie
- Spis książek polskich w Śląsku pruskim wydanych

### Powieści
- Zamek w Głogówku – powieść historyczna
- Turcy w Górnym Szląsku. Powieść prawdziwa i zabawna z drugiej połowy XVIII wieku

### Religijne
- Historya o pobożnej i błogosławionej Petroneli, polskiej pustelnicy na górze Chełm u S. Anny w Górnym Szląsku – cyfrowa wersja tekstu online z 1855 roku
- Kwiaty moralne zbierane na Górze Świętej Anny w Górnym Szląsku, wydawające najprzyjemniejszą wonność i posiłek dla dusz pobożnych chrześciańskich: bukiet pierwszy. pbi.edu.pl. [zarchiwizowane z tego adresu (2012-03-08)]. – cyfrowa wersja tekstu online z 1854 roku
- Kancjonał pieśni kościelnych z melodiami, Olesno 1821
- Zbiór pieśni na Boże Ciało

## Upamiętnienie

### Literatura
Postać Lompy została upamiętniona w polskiej literaturze.
- W 1932 roku Zofia Kossak w zbiorze Nieznany kraj poświęciła Lompie opowiadanie Pierwsze światła.
- W 1945 roku Kazimierz Gołba poświęcił mu sztukę dramatyczną pt. Lompa.

### Muzea i pomniki
- W Lubszy na terenie szkoły znajduje się Izba pamięci Józefa Lompy.
- Pomniki Józefa Lompy znajdują się w Zabrzu-Biskupicach, Woźnikach i Opolu[15].

### Patronat
- Józef Lompa jest patronem Szkoły Podstawowej w Lubszy, w której sam nauczał, jednak której siedzibę przeniesiono do innego budynku.
- Józef Lompa jest patronem Zespołu Szkół Ogólnokształcących i Zawodowych w Kudowie-Zdroju[16]
- Józef Lompa jest patronem Zespołu Szkół Zawodowych w Oleśnie[17]
- Józef Lompa jest patronem Szkoły Podstawowej w Starczy[18]
- Józef Lompa jest patronem Szkoły Podstawowej w Woźnikach[19]
- Józef Lompa jest patronem Szkoły Podstawowej Nr 4 w Radzionkowie[20]
- Józef Lompa jest patronem Szkoły Podstawowej Nr 4 w Rudzie Śląskiej
- Józef Lompa jest patronem Szkoły Podstawowej Nr 3 w Grodkowie
- Józef Lompa jest patronem Szkoły Podstawowej Nr 21 w Bytomiu
- Józef Lompa jest patronem Szkoły Podstawowej Nr 14 w Łodzi
- Józef Lompa jest patronem Szkoły Podstawowej Nr 47 w Katowicach
- Józef Lompa jest patronem Szkoły Podstawowej Nr 39 w Chorzowie
- Józef Lompa jest patronem Nagrody Śląskiego Środowiska Bibliotekarskiego[21]
- W Polsce, szczególnie na Śląsku znajduje się wiele ulic poświęconych Józefowi Lompie; należą do nich m.in. w Lubaniu Śląskim, Ulica Józefa Lompy w Katowicach, Lublińcu, Pszczynie, Piekarach Śląskich, Rybniku, Kędzierzynie-Koźlu, Brzegu, Oleśnie, Wrocławiu, Zabrzu, Ziębicach, Świdnicy, Prudniku, Niemodlinie, Woźnikach, Strzebiniu, Bielsku-Białej i Kamiennej Górze.